# Campionati mondiali di sollevamento pesi 1954
I Campionati mondiali di sollevamento pesi 1954, 31ª edizione della manifestazione, si svolsero a Vienna dal 7 al 10 ottobre 1954, e furono considerati validi anche come 36° campionati europei di sollevamento pesi.

## Titoli in palio
| Categoria            | Eventi         | Atleti |
| -------------------- | -------------- | ------ |
| Pesi gallo           | Fino a 56 kg   | 11     |
| Pesi piuma           | Fino a 60 kg   | 17     |
| Pesi leggeri         | Fino a 67.5 kg | 16     |
| Pesi medi            | Fino a 75 kg   | 18     |
| Pesi massimi leggeri | Fino a 82.5 kg | 12     |
| Pesi mediomassimi    | Fino a 90 kg   | 19     |
| Pesi massimi         | Oltre i 90 kg  | 7      |

## Nazioni partecipanti
Ai campionati parteciparono 100 atleti rappresentanti di 23 nazioni. Sette di queste entrarono nel medagliere. Tra parentesi i partecipanti per nazione.
- Austria (7)
- Belgio (1)
- Birmania (2)
- Canada (1)
- Cecoslovacchia (3)
- Danimarca (3)
- Egitto (7)
- Finlandia (7)
- Francia (5)
- Germania Ovest (5)
- India (1)
- Iran (7)
- Italia (4)
- Jugoslavia (1)
- Norvegia (2)
- Paesi Bassi (2)
- Polonia (7)
- Regno Unito (4)
- Saar (7)
- Stati Uniti (7)
- Svezia (7)
- Svizzera (3)
- Unione Sovietica (7)

## Risultati
| Evento      | Oro | Oro   | Argento | Argento | Bronzo           | Bronzo |
| ----------- | --- | ----- | --- | ------- | ---------------- | ------ |
| 56 kg       | [[File: Flag of the Soviet Union (1936 – 1955).svg\|class=noviewer\| Unione Sovietica (bandiera)\|border\|20x16px]] Bakir Farchutdinov | 315,0 | Mahmoud Namdjou | 307,5   | Ali Mirzaei      | 302,5  |
| 60 kg       | [[File: Flag of the Soviet Union (1936 – 1955).svg\|class=noviewer\| Unione Sovietica (bandiera)\|border\|20x16px]] Rafaėl' Čimiškjan  | 350,0 | [[File: Flag of the Soviet Union (1936 – 1955).svg\|class=noviewer\| Unione Sovietica (bandiera)\|border\|20x16px]] Ivan Udodov        | 350,0   | Nil Tun Maung    | 330,0  |
| 67,5 kg     | [[File: Flag of the Soviet Union (1936 – 1955).svg\|class=noviewer\| Unione Sovietica (bandiera)\|border\|20x16px]] Dmitrij Ivanov     | 367,5 | Khalifa Said Gouda | 355,0   | Josef Tauchner   | 352,5  |
| 75 kg       | Peter George | 405,0 | [[File: Flag of the Soviet Union (1936 – 1955).svg\|class=noviewer\| Unione Sovietica (bandiera)\|border\|20x16px]] Fëdor Bogdanovskij | 402,5   | Stanley Stanczyk | 390,0  |
| 82.5 kg     | Tommy Kono | 435,0 | [[File: Flag of the Soviet Union (1936 – 1955).svg\|class=noviewer\| Unione Sovietica (bandiera)\|border\|20x16px]] Trofim Lomakin     | 427,5   | Jean Debuf       | 405,0  |
| 90 kg       | [[File: Flag of the Soviet Union (1936 – 1955).svg\|class=noviewer\| Unione Sovietica (bandiera)\|border\|20x16px]] Arkadij Vorob'ëv   | 460,0 | Dave Sheppard | 440,0   | Clyde Emrich     | 427,5  |
| Oltre 90 kg | Norbert Schemansky | 487,5 | James Bradford | 462,5   | Franz Hölbl      | 425,0  |

## Medagliere
| Posiz. | Nazione          | Oro | Argento | Bronzo | Totale |
| ------ | ---------------- | --- | ------- | ------ | ------ |
| 1      | Unione Sovietica | 4   | 3       | 0      | 7      |
| 2      | Stati Uniti      | 3   | 2       | 2      | 7      |
| 3      | Iran             | 0   | 1       | 1      | 2      |
| 4      | Egitto           | 0   | 1       | 0      | 1      |
| 5      | Austria          | 0   | 0       | 2      | 2      |
| 6      | Birmania         | 0   | 0       | 1      | 1      |
| 6      | Francia          | 0   | 0       | 1      | 1      |
| Totale | Totale           | 7   | 7       | 7      | 21     |

## Classifica a squadre
Il sistema di punteggio è basato sui punti distribuiti per l'esercizio totale in base allo schema adottato nel 1948:
| Pos. | Squadra          | Punti |
| ---- | ---------------- | ----- |
| 1    | Unione Sovietica | 29    |
| 2    | Stati Uniti      | 23    |
| 3    | Iran             | 4     |
| 4    | Egitto           | 3     |
| 5    | Austria          | 2     |
| 6    | Birmania         | 1     |
| 7    | Francia          | 1     |